# 6731 Hiei
6731 Hiei este un asteroid din centura principală de asteroizi.

## Descriere
6731 Hiei este un asteroid din centura principală de asteroizi. A fost descoperit pe 24 ianuarie 1992 la Yatsugatake de Yoshio Kushida și Osamu Muramatsu. El prezintă o orbită caracterizată de o semiaxă mare de 2,64 ua, o excentricitate de 0,23 și o înclinație de 4,2° în raport cu ecliptica.